# Omorgus acinus
Omorgus acinus is een keversoort uit de familie beenderknagers (Trogidae). De wetenschappelijke naam van de soort is voor het eerst geldig gepubliceerd in 1980 door Scholtz.